# Platychelus semivirgatus
Platychelus semivirgatus är en skalbaggsart som beskrevs av Hermann Burmeister 1844. Platychelus semivirgatus ingår i släktet Platychelus och familjen Melolonthidae. Inga underarter finns listade i Catalogue of Life.